# Släplift
Släplift är en typ av skidlift, en anordning för att transportera skidåkare och snowboardåkare uppför skidbackar. Som namnet antyder står passagerarna på backen, med skidorna/snowboarden på, och blir under tiden dragna uppför. Det finns fyra olika typer av släplift; ankarlift, knapplift, J-krokslift och replift. I Sverige har Transportstyrelsen ett vägmärke för lokalisering av anläggning med släplift.
Släpliftar är anpassade för alla slags utförsåkare sett till hastighet, på- och avstig samt att passagerarna befinner sig hela tiden på marken så det i nödfall går att kliva av när som helst (varje släplift har annars markerade avstigningsplatser).
Släpliftar kan dock numera klassas som en något ålderdomlig eller ineffektiv grupp och alltmer byts ut mot linbanor med högre kapacitet som stolliftar och gondolbanor. Släpliftar kan bara byggas på ställen där det inte är för brant, och i liftgatan får det inte luta i sidled.